# Ideal Automotive
Die Ideal Automotive GmbH (Eigenschreibweise: IDEAL) ist ein deutscher Automobilzulieferer mit Sitz in Bamberg, der sich vollständig im Besitz der Ideal Group N.V. mit Sitz im belgischen Waregem befindet.

## Geschichte
Im Januar 2020 wurde bekannt, dass Ideal Automotive die mexikanische Concorde Group übernimmt. Das Werk von Concorde steht in Puebla und produziert textile Innenraumkomponenten.

## Kartell
Von 2005 bis zu seiner Aufdeckung 2013 bestand das Kartell „Schallschluckende Autobauteile“. Beteiligt waren die Firmen Carcoustics, Greiner Perfoam, Ideal Automotive, IAC-Gruppe, Autoneum und Borgers. Die Gesamtstrafe belief sich auf 75 Mio. Euro, wobei Borgers keine Strafe bezahlen musste, weil hier die Kronzeugenregelung Anwendung fand.

## Standorte und Werke
(Stand: Januar 2023)
1. Bamberg (auch Zentrale) – 2. Burgebrach – 3. Berlin – 4. Oelsnitz – 5. Emden – 6. Ingolstadt – 7. Bor (CZ) – 8. Ostrov I (CZ) – 9. Ostrov II (CZ) – 10. Strakonice (CZ) – 11. Malacky (Slo) – 12. Zielona Góra (Polen) – 13. Świdnica (Polen) – 14. Puebla I (Mex) -15. Puebla II (Mex) – 16. Tianjin (China)